# Grades de l'armée turque
Cet article donne les grades en vigueur dans les Forces armées turques (Türk silahli kuvvetleri).

## Armée de terre(Turc:Türk kara kuvvetleri)

### Officiers de l'Armée de terre turque
| Code OTAN          | OF-10   | OF-9      | OF-8       | OF-7       | OF-6       | OF-5  | OF-4   | OF-3    | OF-2    | OF-1     | OF-1   | OF(D)    | Élève-officier |
| ------------------ | ------- | --------- | ---------- | ---------- | ---------- | ----- | ------ | ------- | ------- | -------- | ------ | -------- | -------------- |
| Turquie (modifier) |         |           |            |            |            |       |        |         |         |          |        |          | pas d'insigne  |
| Turquie (modifier) | Mareşal | Orgeneral | Korgeneral | Tümgeneral | Tuğgeneral | Albay | Yarbay | Binbaşı | Yüzbaşı | Üsteğmen | Teğmen | Asteğmen | Harbiyeli      |

### Sous-officiers et hommes du rang de l'Armée de terre turque
| Code OTAN          | OR-9                      | OR-9                      | OR-9                      | OR-9                      | OR-9                      | OR-9                      | OR-8              | OR-8              | OR-7                      | OR-7              | OR-6                   | OR-6                   | OR-6                   | OR-6           | OR-6           | OR-6           | OR-5        | OR-5        | OR-5        | OR-5        | OR-5        | OR-5        | OR-4  | OR-4  | OR-3         | OR-3         | OR-2   | OR-2   | OR-2   | OR-2   | OR-2   | OR-2   | OR-1          | OR-1          |
| ------------------ | ------------------------- | ------------------------- | ------------------------- | ------------------------- | ------------------------- | ------------------------- | ----------------- | ----------------- | ------------------------- | ----------------- | ---------------------- | ---------------------- | ---------------------- | -------------- | -------------- | -------------- | ----------- | ----------- | ----------- | ----------- | ----------- | ----------- | ----- | ----- | ------------ | ------------ | ------ | ------ | ------ | ------ | ------ | ------ | ------------- | ------------- |
| Turquie (modifier) |                           |                           |                           |                           |                           |                           |                   |                   |                           |                   |                        |                        |                        |                |                |                |             |             |             |             |             |             |       |       |              |              |        |        |        |        |        |        | pas d'insigne | pas d'insigne |
| Turquie (modifier) | Astsubay Kıdemli Başçavuş | Astsubay Kıdemli Başçavuş | Astsubay Kıdemli Başçavuş | Astsubay Kıdemli Başçavuş | Astsubay Kıdemli Başçavuş | Astsubay Kıdemli Başçavuş | Astsubay Başçavuş | Astsubay Başçavuş | Astsubay Kıdemli Üstçavuş | Astsubay Üstçavuş | Astsubay Kıdemli Çavuş | Astsubay Kıdemli Çavuş | Astsubay Kıdemli Çavuş | Astsubay Çavuş | Astsubay Çavuş | Astsubay Çavuş | Uzman Çavuş | Uzman Çavuş | Uzman Çavuş | Uzman Çavuş | Uzman Çavuş | Uzman Çavuş | Çavuş | Çavuş | Uzman Onbaşı | Uzman Onbaşı | Onbaşı | Onbaşı | Onbaşı | Onbaşı | Onbaşı | Onbaşı | Er            | Er            |

## Marine(Turc:Türk Deniz Kuvvetleri)

### Officiers de la Marine turque
| Code OTAN          | OF-10       | OF-9     | OF-8      | OF-7      | OF-6      | OF-5  | OF-4   | OF-3    | OF-2    | OF-1     | OF-1   | OF(D)    | Élève-officier |
| ------------------ | ----------- | -------- | --------- | --------- | --------- | ----- | ------ | ------- | ------- | -------- | ------ | -------- | -------------- |
| Turquie (modifier) |             |          |           |           |           |       |        |         |         |          |        |          | pas d'insigne  |
| Turquie (modifier) | Büyükamiral | Oramiral | Koramiral | Tümamiral | Tuğamiral | Albay | Yarbay | Binbaşı | Yüzbaşı | Üsteğmen | Teğmen | Asteğmen | Bahriyeli      |

### Sous-officiers et marins de la Marine turque
| Code OTAN          | OR-9                      | OR-9                      | OR-9                      | OR-9                      | OR-9                      | OR-9                      | OR-8              | OR-8              | OR-7                      | OR-7              | OR-6                   | OR-6                   | OR-6                   | OR-6           | OR-6           | OR-6           | OR-5        | OR-5        | OR-5        | OR-4  | OR-4  | OR-3         | OR-3         | OR-2   | OR-2   | OR-1          | OR-1          | OR-1          |
| ------------------ | ------------------------- | ------------------------- | ------------------------- | ------------------------- | ------------------------- | ------------------------- | ----------------- | ----------------- | ------------------------- | ----------------- | ---------------------- | ---------------------- | ---------------------- | -------------- | -------------- | -------------- | ----------- | ----------- | ----------- | ----- | ----- | ------------ | ------------ | ------ | ------ | ------------- | ------------- | ------------- |
| Turquie (modifier) |                           |                           |                           |                           |                           |                           |                   |                   |                           |                   |                        |                        |                        |                |                |                |             |             |             |       |       |              |              |        |        | pas d'insigne | pas d'insigne | pas d'insigne |
| Turquie (modifier) | Astsubay Kıdemli Başçavuş | Astsubay Kıdemli Başçavuş | Astsubay Kıdemli Başçavuş | Astsubay Kıdemli Başçavuş | Astsubay Kıdemli Başçavuş | Astsubay Kıdemli Başçavuş | Astsubay Başçavuş | Astsubay Başçavuş | Astsubay Kıdemli Üstçavuş | Astsubay Üstçavuş | Astsubay Kıdemli Çavuş | Astsubay Kıdemli Çavuş | Astsubay Kıdemli Çavuş | Astsubay Çavuş | Astsubay Çavuş | Astsubay Çavuş | Uzman Çavuş | Uzman Çavuş | Uzman Çavuş | Çavuş | Çavuş | Uzman Onbaşı | Uzman Onbaşı | Onbaşı | Onbaşı | Er            | Er            | Er            |

## Armée de l'air(Turc:Türk Hava Kuvvetleri)

### Officiers de l'Armée de l'air turque
| Code OTAN          | OF-10   | OF-9      | OF-8       | OF-7       | OF-6       | OF-5  | OF-4   | OF-3    | OF-2    | OF-1     | OF-1   | OF(D)    | Élève-officier |
| ------------------ | ------- | --------- | ---------- | ---------- | ---------- | ----- | ------ | ------- | ------- | -------- | ------ | -------- | -------------- |
| Turquie (modifier) |         |           |            |            |            |       |        |         |         |          |        |          | pas d'insigne  |
| Turquie (modifier) | Mareşal | Orgeneral | Korgeneral | Tümgeneral | Tuğgeneral | Albay | Yarbay | Binbaşı | Yüzbaşı | Üsteğmen | Teğmen | Asteğmen | Öğrenci        |

### Sous-officiers et hommes du rang de l'Armée de l'air turque
| Code OTAN          | OR-9                      | OR-9                      | OR-9                      | OR-9                      | OR-9                      | OR-9                      | OR-8              | OR-8              | OR-7                      | OR-7              | OR-6                   | OR-6                   | OR-6                   | OR-6           | OR-6           | OR-6           | OR-5        | OR-5        | OR-5        | OR-5        | OR-5        | OR-5        | OR-4  | OR-4  | OR-3         | OR-3         | OR-2   | OR-2   | OR-2   | OR-2   | OR-2   | OR-2   | OR-1          |
| ------------------ | ------------------------- | ------------------------- | ------------------------- | ------------------------- | ------------------------- | ------------------------- | ----------------- | ----------------- | ------------------------- | ----------------- | ---------------------- | ---------------------- | ---------------------- | -------------- | -------------- | -------------- | ----------- | ----------- | ----------- | ----------- | ----------- | ----------- | ----- | ----- | ------------ | ------------ | ------ | ------ | ------ | ------ | ------ | ------ | ------------- |
| Turquie (modifier) |                           |                           |                           |                           |                           |                           |                   |                   |                           |                   |                        |                        |                        |                |                |                |             |             |             |             |             |             |       |       |              |              |        |        |        |        |        |        | pas d'insigne |
| Turquie (modifier) | Astsubay Kıdemli Başçavuş | Astsubay Kıdemli Başçavuş | Astsubay Kıdemli Başçavuş | Astsubay Kıdemli Başçavuş | Astsubay Kıdemli Başçavuş | Astsubay Kıdemli Başçavuş | Astsubay Başçavuş | Astsubay Başçavuş | Astsubay Kıdemli Üstçavuş | Astsubay Üstçavuş | Astsubay Kıdemli Çavuş | Astsubay Kıdemli Çavuş | Astsubay Kıdemli Çavuş | Astsubay Çavuş | Astsubay Çavuş | Astsubay Çavuş | Uzman Çavuş | Uzman Çavuş | Uzman Çavuş | Uzman Çavuş | Uzman Çavuş | Uzman Çavuş | Çavuş | Çavuş | Uzman Onbaşı | Uzman Onbaşı | Onbaşı | Onbaşı | Onbaşı | Onbaşı | Onbaşı | Onbaşı | Er            |